# Coeficient de multiplicació dels neutrons
El coeficient de multiplicació és el nombre mitjà de fissions consecutives que es produeixen a les reaccions de fissió en cadena d'un núclid determinat. És un paràmetre que indica la tendència d'evolució d'una reacció de fissió nuclear en cadena en un reactor nuclear tèrmic, és a dir, si s'hi produeixen cada vegada més o menys fissions nuclears i quantes més o menys que a l'instant anterior. La seva definició formal és el nombre de fissions nuclears produïdes en un instant donat dividit en el nombre de fissions a la generació de núclids anterior o, cosa que és el mateix, ja que són proporcionals, el nombre de neutrons lents en una generació dividit entre el nombre dels que hi havia a la generació precedent.
Aquest coeficient és sempre un nombre positiu major a zero, ja que únicament tindria valor nul en un cas teòric al qual mesurem el coeficient d'una mostra no radioactiva. Depèn del tipus de combustible nuclear usat, si és urani o un altre element (per exemple, plutoni); si és empobrit, natural o enriquit; el percentatge d'enriquiment; la densitat; etc. També depèn d'altres factors associats al disseny del reactor, i és que aquest valor ja es té en consideració en el moment d'efectuar el pre-projecte d'un reactor nuclear i d'una central.
Un cop construït el reactor, el coeficient de multiplicació es mesura i controla constantment i a més es pot modificar segons convingui en tot moment. El control d'aquest coeficient suposa el control de la reacció nuclear en cadena i de la potència tèrmica bruta generada. El moderador permet fer augmentar el coeficient i la potència mentre que les barres que absorbeixen els neutrons lents, anomenades barres de control, el fan disminuir.

## Definició
Es defineix el coeficient de multiplicació infinit, k∞, com al nombre de fissions produïdes en un instant de temps donat, t, dividit entre el nombre de fissions a la generació just abans. Com el nombre de fissions és proporcional al nombre de neutrons pressents, resulta que també coincideix amb el nombre de neutrons presents (població neutrònica) a l'instant t dividit pel nombre de neutrons presents (població neutrònica) a l'instant t-1.
{\displaystyle k_{\infty }={\frac {N_{t}}{N_{t-1}}}}
En un reactor nuclear per a centrals nuclears els valors d'aquest coeficient solen ser propers a la unitat, especialment quan, per a engegar el reactor després d'una aturada, cal augmentar la potència, cas en el qual poden tenir una multiplicació de l'ordre d'1,005. En el cas de bombes nuclears, al contrari, interessen multiplicacions molt grans, que poden ser de fins a 1'2.
Als reactors nuclears el medi al qual es produeixen les fissions no es pot considerar infinit i, per tant, aquest coeficient estarà modificat per la forma i mida d'aquest. Es defineix el coeficient de multiplicació en un medi finit, k, com al producte del coeficient en un medi infinit multiplicat per la probabilitat P que els neutrons produïts al medi no escapin d'ell, és a dir:
- k = k∞ · P

## Multiplicació segons la geometria del reactor nuclear
Si la composició del medi és fixa, no varia amb el temps, llavors el coeficient de multiplicació i, per tant, el nivell de criticitat del reactor, depèn de la seva geometria, tant de la forma com de la seva mida. S'anomenen dimensions crítiques les dimensions o mides del reactor tal que fan que el coeficient k sigui igual a la unitat. Anàlogament, a la quantitat en massa de combustible nuclear que fa que k=1 se l'anomena massa crítica.
Les distàncies i dimensions del reactor modifiquen P de la següent manera:
{\displaystyle P={\frac {1}{1+M^{2}.B^{2}}}}
on M² és l'àrea de migració dels neutrons i B² és el laplacià geomètric, què és diferent per a cada forma geomètrica (esfera, cub, cilindre, etc.) que pugui tenir el reactor nuclear. Per exemple, per a un reactor de forma cilíndrica el laplacià tindria la forma:
- B² = (π/(H+2h))² + (2,4049/(R+r))²

on H és l'alçada del cilindre (o del reactor cilíndric), R és el seu radi, h és la distància d'extrapolació axial i r és la distància d'extrapolació radial. π és el nombre pi, conegut i de valor 3,1416...

## Quantitat de neutrons segons la multiplicació
La quantitat o població de neutrons N d'una mostra evoluciona amb el temps, t, de manera directament proporcional al nombre de neutrons que hi havia al començament, N0, el temps que ha passat i el coeficient de multiplicació k, i de forma inversament proporcional a la vida mitjana dels neutrons al medi, I. És a dir, que:
- N(t) = N0(t) (k-1)t/I

El flux Φ evoluciona de manera similar:
- Φ(t) = Φ0(t) (k-1)t/I

## Evolució de la reacció segons la multiplicació
El valor del coeficient de multiplicació k indica què tendiria a fer la reacció nuclear en cadena si ningú hi actués:
- Reacció subcrítica: La reacció en cadena tendeix a mitigar-se quan k < 1
- Reacció crítica: La reacció en cadena manté constant el nombre de fissions quan k = 1
- Reacció supercrítica: La reacció en cadena tendeix a augmentar si k > 1

Durant l'explotació normal de la central nuclear en general convé que aquesta funcioni a la potència de disseny o amb el valor més proper possible a aquesta, és per això que normalment se cerca una k el més propera possible a la unitat. No cal que la central s'ajusti a la demanda d'electricitat de la xarxa perquè tota la generada es va acumulant i guardan. Tanmateix, en la majoria de models de reactors cal aturar-los per a canviar el combustible gastat per combustible nou, per exemple, o per a tasques planificades de manteniment. En aquests casos s'aplica una k entre zero i la unitat per anar mitigant la potència fins a aturar el reactor. Un valor més petit de k, en aquest rang, fa disminuir la potència més ràpidament que una k gran, propera a la unitat. Bàsicament s'aconsegueix submergint les barres de control més o menys, segons el valor desitjat del coeficient de multiplicació.
És un error pensar que cal no tenir mai una reacció supercrítica, a la qual el coeficient de multiplicació sigui major a la unitat. Aquest tipus de reacció no és perillós si està controlat i, provocat controladament, és indispensable per a posar en funcionament el reactor després de cada aturada. Uns valors majors a la unitat però propers a ella faran que la potència augmenti suaument mentre que valors més grans estan associats a canvis més bruscos.
Uns valors incontroladament grans podien donar lloc a una reacció en cadena no controlada que augmentés indefinidament, cosa que podria donar lloc a una explosió del reactor com en una bomba nuclear. Actualment, i més encara després de l'accident de Txernòbil i de les coses apreses en diversos incidents, una part de la seguretat del reactor està basada en la fiabilitat de cada element de manera que es calculen els possibles efectes a la multiplicació que pot tenir una fallada a cada un dels components i a cada conjunt d'ells i, per a cada cas, s'estudia la multiplicació que hi hauria si hom no pogués intervenir i es creen les barreres i sistemes convenients perquè en aquestos casos el reactor s'aturi, és a dir que tingui un coeficient de multiplicació "lliure" sempre negatiu en un mal funcionament.

## Coeficient de multiplicació i reactivitat
La reactivitat ρ és un paràmetre que algunes persones prefereixen usar en comptes del coeficient de multiplicació i que depèn només d'ell, amb un valor un valor de:
- ρ = (k-1)/k

La reactivitat indica la tendència del reactor nuclear a canviar la quantitat de calor obtinguda i, amb ella, la seva potència. Un valor absolut major indica una tendència més forta. Pot prendre valors positius i negatius, els primers en cas de reaccions nuclears supercrítiques, amb tendència créixer, i els segons quan són subcrítiques, amb tendència a minvar. El cas crític, quan el coeficient de multiplicació és la unitat, es dona quan la reactivitat és nul·la.